# Mirabelle Thovex
Mirabelle Thovex (ur. 24 sierpnia 1991 w Auray) – francuska snowboardzistka, specjalizująca się halfpipe’ie.

## Kariera
W 2011 roku zdobyła brązowy medal na mistrzostwach świata juniorów w Valmalenco. W zawodach Pucharu Świata zadebiutowała 23 listopada 2006 roku w Saas-Fee, zajmując 17. miejsce. Tym samym już w swoim debiucie wywalczyła pierwsze pucharowe punkty. Na podium zawodów tego cyklu po raz pierwszy stanęła 11 marca 2011 roku w Bardonecchii, kończąc rywalizację na drugiej pozycji. W zawodach tych rozdzieliła Holly Crawford z Australii i Polkę Paulinę Ligocką. Najlepsze wyniki osiągnęła w sezonie 2010/2011, kiedy to zajęła czwarte miejsce w klasyfikacji generalnej AFU i w klasyfikacji halfpipe’a.
W 2010 roku wystartowała na igrzyskach olimpijskich w Vancouver, gdzie zajęła 20. miejsce. Na rozgrywanych cztery lata później igrzyskach w Soczi była dziesiąta. Zajęła też między innymi siódme miejsce na mistrzostwach świata w La Molinie w 2011 roku i rozgrywanych dwa lata później mistrzostwach świata w Stoneham. Na igrzyskach olimpijskich w Pjongczangu była szósta.

## Osiągnięcia

### Igrzyska olimpijskie
| Miejsce | Dzień     | Rok  | Miejscowość | Konkurencja | Zwyciężczyni       |
| ------- | --------- | ---- | ----------- | ----------- | ------------------ |
| 20.     | 18 lutego | 2010 | Vancouver   | Halfpipe    | Torah Bright       |
| 10.     | 12 lutego | 2014 | Soczi       | Halfpipe    | Kaitlyn Farrington |
| 9.      | 13 lutego | 2018 | Pjongczang  | Halfpipe    | Chloe Kim          |

### Mistrzostwa świata
| Miejsce | Dzień       | Rok  | Miejscowość   | Konkurencja | Zwyciężczyni   |
| ------- | ----------- | ---- | ------------- | ----------- | -------------- |
| 18.     | 20 stycznia | 2007 | Arosa         | Halfpipe    | Manuela Pesko  |
| 24.     | 23 stycznia | 2009 | Kangwŏn       | Halfpipe    | Liu Jiayu      |
| 7.      | 20 stycznia | 2011 | La Molina     | Halfpipe    | Holly Crawford |
| DNS     | 22 stycznia | 2011 | La Molina     | Slopestyle  | Enni Rukajärvi |
| 7.      | 20 stycznia | 2013 | Stoneham      | Halfpipe    | Arielle Gold   |
| 8.      | 17 stycznia | 2015 | Kreischberg   | Halfpipe    | Cai Xuetong    |
| 9.      | 11 marca    | 2017 | Sierra Nevada | Halfpipe    | Cai Xuetong    |
| 9.      | 8 lutego    | 2019 | Park City     | Halfpipe    | Chloe Kim      |

### Puchar Świata

#### Miejsca w klasyfikacji generalnej
- sezon 2006/2007: 81.
- sezon 2007/2008: 57.
- sezon 2008/2009: 56.
- sezon 2009/2010: 34.
  - AFU[2]
- sezon 2010/2011: 4.
- sezon 2011/2012: 9.
- sezon 2012/2013: 14.
- sezon 2013/2014: 11.
- sezon 2014/2015: 10.
- sezon 2015/2016: 9.
- sezon 2016/2017: 8.
- sezon 2017/2018: 24.

#### Miejsca na podium w zawodach
1. Bardonecchia – 11 marca 2011 (halfpipe) - 2. miejsce